# Entomophthora
Genre
Entomophthora  est un genre de champignons entomopathogènes de l'ordre des Entomophthorales.

## Liste d'espèces
Selon Catalogue of Life (16 mai 2014) :
- Entomophthora aphrophorae
- Entomophthora arrenoctona
- Entomophthora bereshkovaeana
- Entomophthora blissi
- Entomophthora brevinucleata
- Entomophthora bullata
- Entomophthora byfordii
- Entomophthora calliphorae
- Entomophthora chromaphidis
- Entomophthora cimbicis
- Entomophthora cleoni
- Entomophthora coleopterorum
- Entomophthora colorata
- Entomophthora culicis
- Entomophthora destruens
- Entomophthora dissolvens
- Entomophthora egressa
- Entomophthora erupta
- Entomophthora exitialis
- Entomophthora ferdinandii
- Entomophthora grandis
- Entomophthora helvetica
- Entomophthora hylemyiae
- Entomophthora inexpectata
- Entomophthora israelensis
- Entomophthora jassi
- Entomophthora lauxaniae
- Entomophthora lavrovii
- Entomophthora leyteensis
- Entomophthora muscae
- Entomophthora myrmecophaga
- Entomophthora oehrensiana
- Entomophthora pallida
- Entomophthora pelliculosa
- Entomophthora philippinensis
- Entomophthora phryganeae
- Entomophthora planchoniana
- Entomophthora plusiae
- Entomophthora pooreana
- Entomophthora pseudococci
- Entomophthora punctata
- Entomophthora pustulata
- Entomophthora pyralidarum
- Entomophthora reticulata
- Entomophthora richteri
- Entomophthora rivularis
- Entomophthora scatophaga
- Entomophthora schizophorae
- Entomophthora schroeteri
- Entomophthora simulii
- Entomophthora sphaerosperma
- Entomophthora staritzii
- Entomophthora syrphi
- Entomophthora thaxteri
- Entomophthora thripidum
- Entomophthora trinucleata
- Entomophthora weberi
- Entomophthora zabri

Selon Index Fungorum (16 mai 2014) :
- Entomophthora aphrophorae Rostr. 1896
- Entomophthora arrenoctona Giard 1888
- Entomophthora bereshkovaeana (Lavrov & Smirnova) D.M. MacLeod & Müll.-Kög. 1970
- Entomophthora blissi (G. Lakon) D.M. MacLeod & Müll.-Kög. 1973
- Entomophthora brevinucleata S. Keller & Wilding 1985
- Entomophthora brevinucleata S. Keller 1984
- Entomophthora bullata Thaxt. 1935
- Entomophthora byfordii S. Keller 2002
- Entomophthora byfordii S. Keller ex S. Keller 2004
- Entomophthora calliphorae Giard 1879
- Entomophthora chromaphidis O.F. Burger & Swain 1918
- Entomophthora cimbicis Bubák 1906
- Entomophthora cleoni (Wize) Bubák 1916
- Entomophthora coleopterorum Petch 1932
- Entomophthora colorata Sorokīn 1881
- Entomophthora culicis (A. Braun) Fresen. 1858
- Entomophthora destruens (J. Weiser & A. Batko) A. Batko 1966
- Entomophthora dissolvens Vosseler 1902
- Entomophthora egressa D.M. MacLeod & Tyrrell 1973
- Entomophthora erupta (Dustan) I.M. Hall 1959
- Entomophthora exitialis I.M. Hall & P.H. Dunn 1957
- Entomophthora ferdinandii S. Keller 2002
- Entomophthora ferdinandii S. Keller ex S. Keller 2004
- Entomophthora ferruginea W. Phillips 1886
- Entomophthora grandis S. Keller 2002
- Entomophthora helvetica Ben Ze'ev, S. Keller & Ewen 1984
- Entomophthora helvetica S. Keller & Ben Ze'ev 1985
- Entomophthora hylemyiae (G. Lakon) D.M. MacLeod & Müll.-Kög. 1970
- Entomophthora inexpectata (Jacz.) D.M. MacLeod & Müll.-Kög. 1970
- Entomophthora israelensis Ben Ze'ev & Zelig 1984
- Entomophthora jassi (Cohn) G. Winter 1880
- Entomophthora lauxaniae Bubák 1903
- Entomophthora lavrovii (Gukasjan) D.M. MacLeod & Müll.-Kög. 1970
- Entomophthora leyteensis Villac. & S. Keller 2003
- Entomophthora leyteensis Villac. & S. Keller ex S. Keller 2004
- Entomophthora muscae (Cohn) Fresen. 1856
- Entomophthora myrmecophaga Turian & Wuest 1969
- Entomophthora nebriae Raunk. 1893
- Entomophthora oehrensiana (Aruta, Carrillo & Monteal.) O. Martínez & E. Valenz. 2003
- Entomophthora pallida (Roiv.) D.M. MacLeod & Müll.-Kög. 1970
- Entomophthora pelliculosa Sorokīn 1881
- Entomophthora philippinensis Villac. & Wilding 1994
- Entomophthora phryganeae Sorokīn 1881
- Entomophthora planchoniana Cornu 1873
- Entomophthora plusiae Giard 1889
- Entomophthora pooreana A.L. Sm. 1900
- Entomophthora pseudococci Speare 1912
- Entomophthora punctata Garb. 1927
- Entomophthora pustulata (J. Weiser) D.M. MacLeod & Müll.-Kög. 1970
- Entomophthora pyralidarum Petch 1937
- Entomophthora pyriformis Thoizon 1967
- Entomophthora reticulata Petch 1939
- Entomophthora richteri (Bres. & Staritz) Bubák 1906
- Entomophthora rimosa Sorokīn 1876
- Entomophthora rivularis S. Keller, Niell & Santam. 2002
- Entomophthora rivularis S. Keller, Niell & Santam. ex S. Keller 2004
- Entomophthora scatophaga Giard 1888
- Entomophthora schizophorae S. Keller & Wilding 1988
- Entomophthora schroeteri Brumpt 1940
- Entomophthora simulii S. Keller 2002
- Entomophthora simulii S. Keller ex S. Keller 2004
- Entomophthora sphaerosperma Fresen. 1856
- Entomophthora staritzii (Bres.) Bubák 1916
- Entomophthora syrphi Giard 1888
- Entomophthora telaria Giard 1888
- Entomophthora thaxteri (Brumpt) D.M. MacLeod & Müll.-Kög. 1973
- Entomophthora thripidum Samson, Ramakers & T. Oswald 1979
- Entomophthora trinucleata S. Keller 1988
- Entomophthora weberi G. Lakon ex A. Batko 1964
- Entomophthora weberi G. Lakon ex Samson 1979
- Entomophthora zabri Rozsypal 1951

Selon NCBI (16 mai 2014) :
- Entomophthora blunckii
- Entomophthora caroliniana
- Entomophthora chromaphidis
- Entomophthora culicis
- Entomophthora ferdinandii
- Entomophthora grandis
- Entomophthora muscae
- Entomophthora planchoniana
- Entomophthora scatophaga
- Entomophthora schizophorae
- Entomophthora syrphi
- Entomophthora thripidum